# Рибне (Солонешенський район)
Ри́бне (рос. Рыбное) — село у складі Солонешенського району Алтайського краю, Росія. Входить до складу Тополинської сільської ради.

## Населення
Населення — 58 осіб (2010; 105 у 2002).
Національний склад (станом на 2002 рік):
- росіяни — 89 %